# Eleccions al Consell Insular de Mallorca de 2007
Les eleccions al Consell Insular de Mallorca de 2007 foren unes eleccions celebrades el 27 de maig de 2007 conjuntament amb les eleccions municipals espanyoles de 2007 i les eleccions al Parlament de les Illes Balears de 2007 per tal d'elegir als consellers del Consell Insular de Mallorca. Tenien dret de vot tots els ciutadans majors de 18 anys empadronats a Mallorca abans de l'1 de març de 2007, 554.697. Es tracten de les primeres eleccions al Consell Insular de Mallorca directes i amb llistes pròpies i diferenciades, ja que des del restabliment de la democràcia, la tria dels consellers insulars s'havia realitzat d'acord amb els resultats electorals de les eleccions autonòmiques a la circumscripció corresponent.

## Candidatures
Totes les candidatures van ser presentades a la Junta Electoral escaient i aprovades. A més, van ser publicades al Butlletí Oficial de les Illes Balears (BOIB).
| Candidatura | Candidatura                                  | Cap de llista        |
| ----------- | -------------------------------------------- | -------------------- |
|             | Partido Balear (PB-M)                        | Miguel Ángel Estarás |
|             | Partit Popular (PP)                          | Rosa Estaràs         |
|             | Clau de Mallorca (CLAU)                      | Pedro Duran Suasi    |
|             | Bloc per Mallorca                            | Joana Mascaró        |
|             | Partit Socialista Obrer Espanyol (PSOE)      | Francina Armengol    |
|             | Coalició Treballadors per la Democràcia (TD) | Antonio Juan Julve   |
|             | Agrupación Social Independiente (ASI)        | Joaquín Rabasco      |
|             | Unió Mallorquina (UM)                        | Maria Antònia Munar  |
|             | Ciudadanos en Blanco (CenB)                  | Aquiles Balle        |
|             | Partit Illenc de ses Illes Balears (PIIB)    | Camen Valcaneras     |
|             | Unión del Pueblo Balear (UPB)                | David Gil de Paz     |

## Resultats
El PP volia assolir la majoria absoluta per governar en solitari la institució, però es va quedar a un milenar de vots d'aconseguir-ho. Finalment, el PP va assolir 16 consellers, el PSOE va trimofar en aconseguir 11 consellers, dos més que quatre anys enrere, en detriment del Bloc, que només va aconseguir 3 consellers i Unió Mallorquina va aconseguir 3 consellers.
| Partit                                     | Partit                                  | Vots    | %     | Escons | +/– |  |
| ------------------------------------------ | --------------------------------------- | ------- | ----- | ------ | --- |  |
|                                            | Partit Popular                          | 154.112 | 45,79 | 16     | =   |  |
|                                            | Partit Socialista Obrer Espanyol        | 101.497 | 30,16 | 11     | 2   |  |
|                                            | Bloc per Mallorca                       | 35.301  | 10,49 | 3      | 2   |  |
|                                            | Unió Mallorquina                        | 33.357  | 9,91  | 3      | =   |  |
|                                            |                                         |         |       |        |     |  |
|                                            | Agrupación Social Independiente         | 2.062   | 0,61  | 0      | =   |  |
|                                            | Coalició Treballadors per la Democràcia | 832     | 0,25  | 0      | =   |  |
|                                            | Ciudadanos en Blanco                    | 831     | 0,25  | 0      | Nou |  |
|                                            | Partido Balear                          | 800     | 0,24  | 0      | Nou |  |
|                                            | Unión del Pueblo Balear                 | 636     | 0,19  | 0      | Nou |  |
|                                            | Clau de Mallorca                        | 589     | 0,18  | 0      | Nou |  |
|                                            | Partit Illenc de ses Illes Balears      | 370     | 0,11  | 0      | Nou |  |
| Total                                      | Total                                   | 330.387 | n/a   | 33     | =   |  |
|                                            |                                         |         |       |        |     |  |
| Vots vàlids                                | Vots vàlids                             | 336.557 | n/a   |        |     |  |
| Vots nuls                                  | Vots nuls                               | 1.921   | 0,57  |        |     |  |
| Participació                               | Participació                            | 338.478 | 61,02 |        |     |  |
| Cens                                       | Cens                                    | 554.697 |       |        |     |  |
| Font: Junta Electoral de les Illes Balears |                                         |         |       |        |     |  |

Dia 25 de juny del mateix any, 29 dies després, PSOE, UM i Bloc arribaven a un acord pel qual la socialista Francina Armengol seria investida presidenta del Consell per als quatre anys següents.